# Saidu Mansaray
Saidu Mansaray (ur. 21 lutego 2001 w Makeni) – sierraleoński piłkarz grający na pozycji obrońcy. Od 2021 jest piłkarzem klubu Bo Rangers FC.

## Kariera piłkarska
Swoją karierę piłkarską Mansaray rozpoczął w klubie Wusum Stars, w barwach którego zadebiutował w sezonie 2020/2021 w sierraleońskiej Premier League. Latem 2021 przeszedł do Bo Rangers FC, z którym w sezonie 2021/2022 został mistrzem kraju.

## Kariera reprezentacyjna
W reprezentacji Sierra Leone Mansaray zadebiutował 15 czerwca 2021 w wygranym 1:0 meczu kwalifikacji do Pucharu Narodów Afryki 2021 z Beninem, rozegranym w Konakry. W 2022 roku został powołany do kadry na Puchar Narodów Afryki 2021. Nie rozegrał na nim jednak żadnego spotkania.